# Peter Paul Eickmeier
Peter Paul Eickmeier (* 19. September 1890 in Neuwied; † 14. Juni 1962 in Berlin) war ein deutscher Gebrauchsgrafiker, Pressezeichner, politischer Karikaturist und Widerstandskämpfer gegen den Nationalsozialismus.

## Leben und Werk
Eickmeier war der Sohn eines Walzwerkers aus dem Ruhrgebiet. Er arbeitete ab 1911 in Berlin als Hilfsmonteur. Von 1914 bis 1918 nahm er als Soldat am Ersten Weltkrieg teil. Eickmeier war kunstinteressiert und besuchte in Berlin nach dem Krieg in der Abendschule Zeichenkurse.
1911 wurde er Mitglied der USPD, 1921 der KPD. Als Autodidakt zeichnete er soziale Reportagen und anklagende Satiren für die kommunistische Presse, insbesondere für Die Rote Fahne, Die Rote Post, die Arbeiter-Illustrierte-Zeitung, Welt am Abend, das Satiremagazin Der Knüppel und für Betriebszeitungen. Er entwarf auch Plakate, so das in der Art von Käthe Kollwitz gestaltete Demonstriert (Einblattdruck, 1925), Internationaler Solidaritätstag (1932), und Flugschriften wie Volksentscheid über die Fürstenenteignung (Einblattdruck, Holzstich; 1926) und betätigte sich als Maler.
Eickmeier war Mitglied des Arbeitsrats für Kunst, der Roten Gruppe und der Assoziation revolutionärer bildender Künstler (ASSO).
Das Berliner Adressbuch verzeichnete ihn 1929 als Zeichner in der Lothringer Str. 12. Später zog er in die Alte Schönhauser Straße 5, wo 1943 bei einem Bombentreffer alle seine Arbeiten vernichtet wurden.
Von 1933 bis 1945 beteiligte Eickmeier sich an der illegalen Tätigkeit der antifaschistischen Saefkow-Jacob-Bästlein-Organisation und wurde er mehrfach von der Gestapo verhaftet.
Nach der Teilnahme als Soldat der Wehrmacht am Zweiten Weltkrieg lebte er in Berlin-Steglitz und wurde in Ost-Berlin einer der meistbeschäftigten Pressezeichner. Er arbeitete für die Deutsche Volkszeitung, Berliner Zeitung, Neues Deutschland und Zeitungen des Deutschen Bauernverlags, darunter Bauern-Echo und Der Freie Bauer. Mit Alfred Beier-Red und Ernst Jazdewski war er prägend an der politischen und künstlerischen Ausrichtung des Satireblatts Frischer Wind beteiligt und bestimmte über Jahre das Profil der politischen Satire in der Massenpresse der DDR.
Eickmeier war Mitglied des Verbands Bildender Künstler der DDR.

## Werkbeispiele

### Druckgrafik
- Wir klagen an … (Zyklus von sechs handkolorierten Lithografien, 1922; veröffentlicht in der Reihe Arbeiterkunst des Buchverlags der Arbeiterkunstausstellung)

### Zeichnungen
- Schlafwagen (33 × 24 cm, 1955; auf der Vierten Deutschen Kunstausstellung)[5]
- Die Maikundgebung ist zu Ende (1962; auf der Fünften Deutschen Kunstausstellung)[6]
- Nie wieder (Zyklus von Kreidezeichnungen; auf der Fünften Deutschen Kunstausstellung) u. a.[7]
- Wenn die roten Nelken blühen (auf der Fünften Deutschen Kunstausstellung)[8]

## Ausstellungen mit Werken Eickmeiers (unvollständig)
- 1926: Berlin-Wedding, Warenhaus Wilhelm Stein („Kunstausstellung Wedding“, u. a. mit Hans Baluschek, Otto Dix, George Grosz, Käthe Kollwitz, Otto Nagel, Rudolf Schlichter, Gerd Wollheim und Heinrich Zille)[9]
- 1951/1952: Berlin, Museumsbau am Kupfergraben („Künstler schaffen für den Frieden“)
- 1958: Berlin, Pavillon der Kunst („Revolutionäre Kunst in Aktion“)
- 1958/1959 und 1962/1963: Dresden, Vierte und Fünfte Deutsche Kunstausstellung
- 1959/1960: Berlin, Haus der Presse in der Friedrichstraße (Einzelausstellung)
- 1960: Berlin, Bezirkskunstausstellung

### Postum
- 1966: Potsdam, Stadtschloss („Aufbruch und Sieg. Die deutsche Arbeiterklasse in der Darstellung der bildenden Kunst 1890/1965“)
- 1969: Berlin, Neue Berliner Galerie im Marstall („Karikatur als Waffe. Karikaturen-Ausstellung zum 20. Jahrestag der DDR“)
- 1978/1979: Berlin, Altes Museum („Revolution und Realismus. Revolutionäre Kunst in Deutschland 1917 bis 1933“)
- 1985: Berlin, Otto-Nagel-Haus („Wählt links! Das politische Plakat in Deutschland 1918 – 1933“)
- 1988: Museum für Deutsche Geschichte („Künstler im Klassenkampf“)